# Lukavica (powiat Zwoleń)
Lukavica – wieś (obec) na Słowacji położona w kraju bańskobystrzyckim, w powiecie Zwoleń.

## Położenie
Wieś leży we wschodniej części Kotliny Zwoleńskiej, w otoczeniu niewysokich wzgórz, w dolinie potoku Lukavica. Przez Lukavicę biegnie lokalna droga łącząca wieś Dolná Mičiná (na pn.wsch.) z miastem Sliač (na pd.-zach.).

## Historia
Pierwsze wzmianki o miejscowości pochodzą z 1389 roku. Jej część należała do feudalnego majątku zamku zwoleńskiego, zaś druga część - do miejscowej drobnej szlachty. W XVI-XVII wieku wieś musiała płacić daniny Turkom. Podstawową dziedziną gospodarki było rolnictwo i hodowla bydła. W XVIII-XIX wieku jej mieszkańcy zajmowali się również ptasznictwem, łapiąc w sidła podczas jesiennych przelotów duże ilości drozdów i kwiczołów.

## Demografia
Według danych z dnia 31 grudnia 2012 roku, wieś zamieszkiwały 163 osoby, w tym 81 kobiet i 82 mężczyzn.
W 2001 roku pod względem narodowości i przynależności etnicznej miejscowość zamieszkiwali wyłącznie Słowacy.
Ze względu na wyznawaną religię struktura mieszkańców kształtowała się w 2001 roku następująco:
- Katolicy rzymscy – 18,71%
- Ewangelicy – 69,03%
- Ateiści – 10,32%
- Nie podano – 1,94%